# Live (AC/DC-album)
A Live az ausztrál AC/DC együttes tizenötödik albuma és második koncertlemeze, amely 1992 októberében jelent meg az Atlantic Records gondozásában. Az album két változatban került kiadásra: egy 14 számot tartalmazó egylemezes, és egy 23-számos, gyűjtőknek szánt, dupla albumként. A lemezre került felvételek nem egyetlen fellépésen készültek, hanem a The Razors Edge album 1991-es európai turnéjának különböző állomásain.
2003 februárjában a Sony Music megvásárolta az Atlantictól az AC/DC-albumok amerikai kiadási jogait, és a teljes katalógust, köztük a Live albumot is, újra kiadta az Epic Recordson keresztül még abban az évben.

## Az album dalai
1. Thunderstruck (a The Razors Edge című albumról) – 6:34
2. Shoot to Thrill (a Back in Black című albumról) – 5:21
3. Back in Black (a Back in Black című albumról) – 4:28
4. Who Made Who (a Who Made Who című albumról) – 5:15
5. Heatseeker (a Blow Up Your Video című albumról) – 3:37
6. The Jack (a T.N.T című albumról) – 6:56
7. Moneytalks (a The Razors Edge című albumról) – 4:18
8. Hells Bells (a Back in Black című albumról) – 6:01
9. Dirty Deeds Done Dirt Cheap (a Dirty Deeds Done Dirt Cheap című albumról) – 5:02
10. Whole Lotta Rosie (a Let There Be Rock című albumról) – 4:30
11. You Shook Me All Night Long (a Back in Black című albumról) – 3:54
12. Highway to Hell (a Highway to Hell című albumról) – 3:58
13. T.N.T. (a T.N.T. című albumról) – 3:47
14. For Those About to Rock (We Salute You) (a For Those About to Rock című albumról)– 7:18

## Special Collector's Edition (2CD)
Első CD
1. Thunderstruck (a The Razors Edge című albumról) – 6:34
2. Shoot to Thrill (a Back in Black című albumról) – 5:23
3. Back in Black (a Back in Black című albumról) – 4:28
4. Sin City (a Powerage című albumról) – 5:40
5. Who Made Who (a Who Made Who című albumról) – 5:16
6. Heatseeker (a Blow Up Your Video című albumról) – 3:37
7. Fire Your Guns (a The Razors Edge című albumról) – 3:40
8. Jailbreak (a Dirty Deeds Done Dirt Cheap című albumról) – 14:46
9. The Jack (a T.N.T című albumról) – 6:56
10. The Razors Edge (a The Razors Edge című albumról) – 4:35
11. Dirty Deeds Done Dirt Cheap (a Dirty Deeds Done Dirt Cheap című albumról) – 5:02
12. Moneytalks (a The Razors Edge című albumról) – 4:21

Második CD
1. Hells Bells (a Back in Black című albumról) – 6:01
2. Are You Ready (a The Razors Edge című albumról) – 4:34
3. That's the Way I Wanna Rock 'n' Roll (a Blow Up Your Video című albumról) – 3:57
4. High Voltage (a T.N.T. című albumról) – 10:32
5. You Shook Me All Night Long (a Back in Black című albumról) – 3:54
6. Whole Lotta Rosie (a Let There Be Rock című albumról) – 4:30
7. Let There Be Rock (a Let There Be Rock című albumról) – 12:17
8. Bonny (tradicionális skót ballada Bon Scott emlékére) – 1:03
9. Highway to Hell (a Highway to Hell című albumról) – 3:53
10. T.N.T. (a T.N.T. című albumról) – 3:48
11. For Those About to Rock (We Salute You) (a For Those About to Rock (We Salute You) című albumról) – 7:09

Japán bónusz dal
1. Hell Ain't a Bad Place to Be (a Let There Be Rock című albumról)

## Tagok
- Brian Johnson – ének
- Angus Young – szólógitár
- Malcolm Young – ritmusgitár
- Cliff Williams – basszusgitár
- Chris Slade – dob

## Lásd még
- Live at Donington (1992) – koncertvideó

## Külső hivatkozások
- Live – AC-DC.net
- Live: Special Collector's Edition – AC-DC.net
- AC/DC UK Singles – crabsodyinblue.com
- Murray Enleheart, Arnaud Durieux: AC/DC Maximum Rock & Roll ISBN 978-963-87481-1-9 ShowTime Budapest, 2007 (magyarul)